# Finanzkontrolle des Fürstentums Liechtenstein
Die Finanzkontrolle des Fürstentums Liechtenstein als staatliche Einrichtung soll eine gründliche und unabhängige Kontrolle der Haushaltsführung (Gebarung) des Landes garantieren.
Die Finanzkontrolle ist eine den Landtag bei seinen Aufgaben (Kontrollfunktion) unterstützende unabhängige und selbständige Einrichtung.
Die Finanzkontrolle des Fürstentums Liechtenstein hat den Sitz in Vaduz und wird von Cornelia Lang geleitet.
Eine Besonderheit ist, dass von der Geschäftsprüfungskommission nach Bedarf, mindestens jedoch alle fünf Jahre, eine externe Revisionsstelle für die periodische Prüfung der Finanzkontrolle bestellt werden muss, welche das Finanzgebaren und die Rechnungslegung der Finanzkontrolle prüft.

## Geschichte
Nach Art. 63 Abs. 1 der Verfassung steht dem Landtag das Recht der Kontrolle über die gesamte Staatsverwaltung zu. Diese parlamentarischen Oberaufsicht über die Geschäftstätigkeit von Regierung und Verwaltung wird durch eine Geschäftsprüfungskommission (GPK) unterstützt. Als ständiges Fachorgan der Finanzaufsicht wurde eine Finanzkontrolle geschaffen, bei welcher jedoch die fehlende Unabhängigkeit von den Staatsgewalten (insbesondere der Regierung) bemängelt wurde. Die Finanzkontrolle war organisatorisch der Regierung angegliedert.
Mit 21 von 25 Stimmen verabschiedete der Landtag 2009 das Gesetz über die Finanzkontrolle (FinKG), welches am 1. Januar 2010 in Kraft trat. Dadurch soll die Unabhängigkeit und Neutralität der neu strukturierten Finanzkontrolle als Organisation und bei Erfüllung ihrer Kontrollaufgaben verstärkt werden.
Insbesondere ist ab 2010 die umfassende Revision des Landes durch die Finanzkontrolle organisatorisch künftig nicht mehr der Regierung, sondern dem Landtag beigeordnet. Auch die Auswahl des Leiters der Finanzkontrolle wird nun durch den Landtag erfolgen, nicht mehr durch die Regierung.

## Rechtsgrundlagen
Primäre Rechtsgrundlage für die Finanzkontrolle des Fürstentums Liechtenstein bildet das Gesetz über die Finanzkontrolle (Finanzkontrollgesetz; FinKG).
Auf Grundlage dieses Gesetzes erlässt der Leiter der Finanzkontrolle ein Organisationsreglement nach Anhörung der Geschäftsprüfungskommission des Landtages und der Regierung.
Für das Personal der Finanzkontrolle ist das Staatspersonalgesetz, das Besoldungsgesetz und das Gesetz über die Pensionsversicherung für das Staatspersonal sinngemäß anzuwenden.

### Organisationsreglement
Mit einem Organisationsreglement kann die Finanzkontrolle ihre interne Organisation festlegen in welchem unter anderem die Aufgabenbereiche und deren Zuteilungen festgehalten sind und auch die Stellvertretung geregelt wird.
Ein Organisationsreglement wurde am 15. März 2012 erlassen. Es ist spätestens alle fünf Jahre zu überprüfen bzw. überarbeiten.

## Ziel der Finanzkontrolle
Ziel und Kriterien der Finanzkontrolle ist, den öffentlichen Haushalt auf Richtigkeit, Ordnungsmäßigkeit und Wirtschaftlichkeit zu prüfen und dabei etwaige Mängel in der Haushalts- oder Wirtschaftsführung aufzudecken.

## Organisation

### Aufbau
Die Finanzkontrolle besteht aus einem: Leiter, stellvertretenden Leiter, den Wirtschaftsprüfern, einem Revisor, Sachbearbeitern und/oder Sekretariat und Assistenten.
Organisatorisch ist die Finanzkontrolle dem Landtag zugeordnet, nimmt über Leistungsvereinbarungen aber auch Leistungen der Regierung in Anspruch.

### Aufgaben

#### Prüfungsaufgaben
Die Finanzkontrolle prüft gemäß Art 11 FinKG den gesamten Finanzhaushalt. Ihr obliegen insbesondere:
- die Prüfung der Landesrechnung;
- die Prüfung des Finanzgebarens und der Rechnungslegung:
  - der Amtsstellen;
  - der Datenschutzstelle;
  - des Parlamentsdienstes;
  - der Gerichte, soweit sich die Finanzaufsicht ausschließlich auf die Justizverwaltung bezieht;
  - der öffentlichen Unternehmen, sofern dies spezialgesetzlich vorgesehen ist (z. B. kann die Finanzmarktaufsicht Liechtenstein gemäß Art 19 FMAG[11] oder kann die Universität Liechtenstein nach Art 25 LUG[12] von der Finanzkontrolle geprüft werden, aber auch von einer externen Revisionsgesellschaft. Die Rechnungslegung der Datenschutzstelle im Auftrag der Geschäftsprüfungskommission nach Art 28c DSG[13] hingegen darf nur von der Finanzkontrolle im Sinne ihrer gesetzlichen Befugnisse geprüft werden und nicht von einer externen Revisionsstelle.);
- die Prüfung von staatlichen Finanzhilfen (Subventionen) und Abgeltungen einschließlich Leistungsvereinbarungen; die Finanzkontrolle ist befugt, zur Kontrolle der Rechtmäßigkeit von Finanzhilfen und Abgeltungen Stichproben bei Empfängern durchzuführen;
- die Prüfung des öffentlichen Beschaffungswesens;
- die Prüfung der internen Kontrollsysteme auf ihre Wirtschaftlichkeit und Wirksamkeit;
- die Prüfung von IT-Systemen hinsichtlich ihrer Sicherheit, Wirtschaftlichkeit und Funktionalität,

und kann besondere Aufträge (Prüfungen und Abklärungen) von der Geschäftsprüfungskommission und der Regierung erhalten. Dabei kann die Finanzkontrolle selbst darüber entscheiden, ob sie nach Maßgabe ihres ordentlichen Revisionsprogrammes, den Auftrag ausführt oder ablehnt.

#### Prüfungsberichte, Beanstandungen und Berichterstattung
Die Finanzkontrolle erstattet
- nach Abschluss einer Prüfung einen Prüfbefund mit Feststellungen, Beanstandungen und Empfehlungen,[15]
- Zwischenberichte,[16]
- Tätigkeitsberichte (Jahresberichte).[17]

Stellt die Finanzkontrolle Mängel oder Missstände von erheblicher finanzieller oder grundsätzlicher Bedeutung fest, informiert sie unverzüglich nach Abschluss der Prüfung die Regierung und die Geschäftsprüfungskommission. Soweit die Justizverwaltung betroffen ist, benachrichtigt sie die Konferenz der Gerichtspräsidenten oder, soweit der Parlamentsdienst oder die Datenschutzstelle betroffen ist, das Landtagspräsidium. In dringenden Fällen informiert der Leiter der Finanzkontrolle den Regierungschef und den Vorsitzenden der Geschäftsprüfungskommission mündlich und hält dies auch protokollarisch fest.

#### Personal
Der Leiter der Finanzkontrolle ist zuständig für:
- die Führung sämtlicher Geschäfte der Finanzkontrolle einschließlich die Vertretung der Finanzkontrolle nach außen;
- die dienstrechtlichen Entscheidungen der Finanzkontrolle;
- den Erlass eines Organisationsreglements nach Anhörung der Geschäftsprüfungskommission und der Regierung.

Der Leiter wird vom Landtag für eine Amtsdauer von acht Jahren gewählt, wobei eine einmalige Wiederwahl zulässig ist. Im Fall der Verhinderung wir der Leiter vom stellvertretenden Leiter vollumfänglich vertreten.
Vor der Einstellung von Personal muss der Leiter die Geschäftsprüfungskommission des Landtags anhören.
Die Wirtschaftsprüfer leiten die Mandate und Prüfungen gemäß Finanzkontrollgesetz.
Der Revisor führt Schluss- und Zwischenrevisionen und Prüfungen im Rahmen des Finanzkontrollgesetzes durch oder arbeitet bei diesen mit.
Das Sekretariat und die Assistenten haben unterstützende Aufgaben für alle Mitarbeiter.

### Interessenskonflikt, Befangenheit, Ausstand
Der Leiter der Finanzkontrolle darf weder dem Landtag, der Regierung, einem Gericht oder einer Verwaltungsbehörde angehören noch die Funktion eines Gemeindevorstehers oder eines Gemeinderates einer liechtensteinischen Gemeinde ausüben. Ehemalige Mitglieder der Regierung müssen mindestens vier Jahre zuvor aus der Regierung ausgeschieden sein. Dies gilt sinngemäss für Fachexperten der Wahlkommission.
Mitarbeitende der Finanzkontrolle müssen mögliche Interessenkonflikte dem Leiter melden. Dieser entscheidet über einen allfälligen Ausstand (Der Leiter der Finanzkontrolle selbst informiert bei einem Interessenskonflikt, der ihn betrifft, die Geschäftsprüfungskommission).
Im Falle eines Ausstandsgrunds darf der Betroffene weder an den entsprechenden Prüfungstätigkeiten teilnehmen noch an den Beratungen der Geschäftsprüfungskommission.

## Mitgliedschaft
Die Finanzkontrolle des Fürstentums Liechtenstein ist Mitglied der schweizerischen Fachvereinigung der Finanzkontrollen. Mitglieder der Fachvereinigung der Finanzkontrollen sind daneben noch die Finanzkontrollen aller Deutschschweizer Kantone und einiger Städte mit eigener Finanzaufsicht sowie die eidgenössische Finanzkontrolle. Der Verein bezweckt unter anderem den Informations- und Erfahrungsaustausch auf dem Gebiet der Revision, öffentlichen Verwaltungen, aber auch die Weiterbildung seiner Mitglieder.